# Морозов, Тимофей Саввич
Тимофе́й Са́ввич Моро́зов (январь 1823, Москва — 10 [22] октября 1889, Мисхо́р, Таврическая губерния) — русский промышленник, мануфактур-советник, купец 1-й гильдии из купеческого рода Морозовых. Глава товарищества Никольской мануфактуры.
Родоначальник династии Савва Васильевич передал своему самому младшему сыну Тимофею полномочия по организации и управлению производством. В 1868-1876 годах он возглавлял Московский Биржевой комитет. Председатель совета Московского купеческого общества взаимного кредита (1869-1874). Соучредитель Московского купеческого и Волжско-Камского банков.

## Биография
Тимофей Саввич родился и вырос в дружной и строгой правилами старообрядческой семье купца-предпринимателя Саввы Васильевича Морозова, был младшим из сыновей. Однако, именно ему отец доверил в начале 1850-х годов функции по организации и управлению производством и торговлей своих фабрик. Тимофей был единственным из сыновей, кто не испытывал на себе крепостного права — решение отца базировалось, прежде всего, именно на этом.
Тимофей Саввич полностью оправдал надежды отца: с 1857 года он начал приобретать земли в Тверской губернии под будущую фабрику — Тверскую мануфактуру, которая открылась в 1859 году. В 1871 году после раздела с другими наследниками Тимофей Саввич переименовал семейную фирму в торговый дом «Саввы Морозова сын и К», став главным владельцем этого предприятия. До конца своих дней целиком посвятил себя работе и благотворительности, вместе со своей супругой, известной меценаткой Марией Фёдоровной Морозовой. Тимофей Саввич заложил основы стабильного и самоподдерживающегося развития фирмы.
Был удостоен Ордена Святой Анны «за особые труды по Всероссийской промышленно-художественной выставке в Москве» (1882). Правительство пожаловало ему первому в империи титул «господин мануфактур-советник».
Был близок со славянофилами, поддержал издание славянофильской газеты «Москва» во главе с Иваном Сергеевичем Аксаковым и Иваном Кондратьевичем Бабстом.
После случившейся на предприятии в 1885 году стачки, с Тимофеем Саввичем случился удар, он стал постепенно отходить от дел. Умер Тимофей Саввич Морозов 10 октября 1889 года на своей даче в Мисхоре в Крыму, оставив наследницей дела свою супругу, Марию Фёдоровну. Похоронен на Рогожском кладбище в Москве.

## Предпринимательская деятельность
Тимофею Саввичу от отца достался сложный многопрофильный комбинат, занимавший площадь 372, 5 десятин и расположенный в Никольском, деревне Городищи и сельце Ваулове. Он объединил под одной крышей шесть главных и девять вспомогательных производств, а также собственные железнодорожные пути, соединённые со станциями Московско-Нижегородской железной дороги. Большая часть из них была создана ещё в первой половине XIX века. Тимофей Саввич занялся не только модернизацией производства, но и интеграцией. По мнению И. Поткиной, подобная интеграция является прямым доказательством формирования массового производства и «менеджерского капитализма». Трудами Тимофея Саввича на Никольской мануфактуре был создан полный производственный цикл текстильного комбината-от переработки хлопка до получения конечного продукта. В этом отношении мануфактура Морозовых была первопроходцем в России.
Был пионером Тимофей Саввич и в том, что в числе первых стал завозить хивинский и бухарский хлопок сразу после присоединения этих территорий к России. На первом торгово-промышленном съезде в 1870 году. Тимофей Саввич Морозов поднял вопрос о необходимости решения транспортных проблем с целью удешевления перевозок хлопка из Средней Азии в Центральную России. Он обозначил важность создания специальной торговой компании, которая занялась бы закупками хлопка и продажей его в России.
Как руководитель Тимофей Саввич в равной степени интересовался ходом производства, качеством товара, состоянием оборудования, проблемами найма рабочей силы, заработной платой, внутренним распорядком, текущим строительством и многим другим. Но под особым пристальным наблюдением Тимофея Саввича Морозова был все же технологический процесс и качество продукции. Как известно, Морозовы не прибегали к услугам рекламы — качество их продукции говорило само за себя. Товарищество Никольской мануфактуры «Саввы Морозова сын и Ко» сообщало о себе только в специализированных информационных изданиях, подготовленным к Всероссийским и всемирным выставкам.
Тимофей Саввич наряду с другими российскими предпринимателями был инициатором создания Московского отделения Общества для содействия русской торговли и промышленности. 30 марта 1885 года в Политехническом музее состоялось его торжественное открытие. Отделение отстаивало интересы московских торгово-промышленных кругов, решая актуальные вопросы, в том числе, и общероссийского значения.

## Взаимоотношения с родственниками
Мануфактуры, основанные детьми Саввы Васильевича Морозова, иногда начинали конкурировать между собой. На это влияло очень близкое расположение мануфактур и производство подобных товаров. Так, в 1882 году у Тимофея Саввича Морозова произошел небольшой конфликт с его племянником, Викулой Елисеевичем Морозовым, из-за того, что последний решил обозначить в названии, что его мануфактура расположена в Никольском или называется Никольской. Тимофей Морозов был собственником Товарищества Никольской мануфактуры Саввы Морозова сын и Ко, а Викула Морозов – соседней мануфактуры в местечке Никольском. Тимофей Саввич уверял, что раньше мануфактура его брата Елисея и племянника Викулы носила название Сухоборской мануфактуры и если они будут использовать название Никольской мануфактуры, то его покупатели могут быть введены в заблуждение. Более того, он уверял, что располагает ярлыком Никольской мануфактуры, на которой ясно и четко видно название Сухоборская. Викула Елисеевич Морозов и Тимофей Саввич Морозов вместе обратились к владимирскому губернатору. Тимофей Саввич называл ходатайство племянника незаконным, а подобную просьбу несправедливой, той, которая может нанести ущерб его собственному предприятию. Дело было решено в пользу его племянника Викулы. Но есть основания полагать, что Викула Морозов раньше и правда использовал для своей мануфактуры название Сухоборская.

## Меценатство и благотворительность
Тимофей Саввич с 1868 года всегда был участником общественной работы. Список различных общественных должностей, занимаемых Тимофеем Саввичем в различное время, довольно обширен: он был и выборным, и гласным Московской городской думы (1866-1876), членом Московского отделения Совета торговли и мануфактур (совещательного органа при Министерстве финансов) и многие другие.
От имени московского предпринимательства он отстаивал протекционистские меры в общей экономической политике правительства. Он спонсировал первый торгово-промышленный съезд в 1870 году, где выступал по вопросу развития хлопководства в Средней Азии. На втором торгово-промышленном съезде в 1882 года он уже руководил работой двух из семи отделений: торговли и почтовых телеграфных сношений.
Являясь убеждённым приверженцем ускоренного развития национальной промышленности и национальных технических кадров, Морозов был учредителем стипендий при Московском Техническом училище, предназначавшихся для командировок молодых учёных за границу. Многих из них брал затем на собственное производство. Состоял членом Общества для пособия недостаточным студентам Московского университета.
Как жертвователь Тимофей Саввич известен, прежде всего, своим участием в системе здравоохранения не только России, но и Сербии: его хлопотами был открыт лазарет в Белграде, он был инициатором и спонсором открытия гинекологической клиники на Девичьем поле, содействовал расширению Преображенской и строительству Алексеевской психиатрических больниц в Москве.
В своём духовном завещании Тимофей Саввич Морозов просил своих детей 5 % со стоимости всех полученных ими в наследство имений отчислить на помощь неимущим ближним, в том числе 100 тыс. рублей — на призрение душевнобольных в Москве. Впоследствии все дети Тимофея Саввича и Марии Фёдоровны стали меценатами и филантропами.

## Семья
- Отец — Савва Васильевич Морозов (1770—1862), первый из купцов Морозовской династии, основатель Никольской (Орехово-Зуево) и Богородской мануфактур (Ногинск).
- Мать — Ульяна Афанасьевна Морозова (1778—1861).
- Супруга — Мария Фёдоровна Морозова (1830—1911), одна из известнейших в России женщин-предпринимательниц.

В браке родились:
- Елена (ум. в детстве);
- Анна (1849—1924) — с 1869 года жена историка Геннадия Фёдоровича Карпова (1839—1890);
- Алевтина (1850—1876) — с 1876 года жена доктора медицины Василия Феликсовича Стримона (1840—1911);
- Александра (1854—1903) — с 1875 года супруга дворянина Александра Александровича Назарова (1849—1900), одного из директоров правления Никольской мануфактуры;
- Иван (1855—1858);
- Арсений (1857—1858);
- Юлия (1858—1920) — с 11 июня 1878 года жена Григория Александровича Крестовникова (1855—1918);
- Людмила (1859—1860);
- Савва (1862—1905) — руководитель Никольской мануфактуры, меценат. Женат с 1888 года на Зинаиде Григорьевне Морозовой, урождённой Зиминой, в третьем браке Рейнбот (1867—1947);
- Сергей (1863—1944) — организатор Музея кустарных изделий. Женат на Ольге Васильевне Кривошеиной (1866—1953), младшей сестре известного государственного деятеля Александра Васильевича Кривошеина.